# تصنيف المخلفات

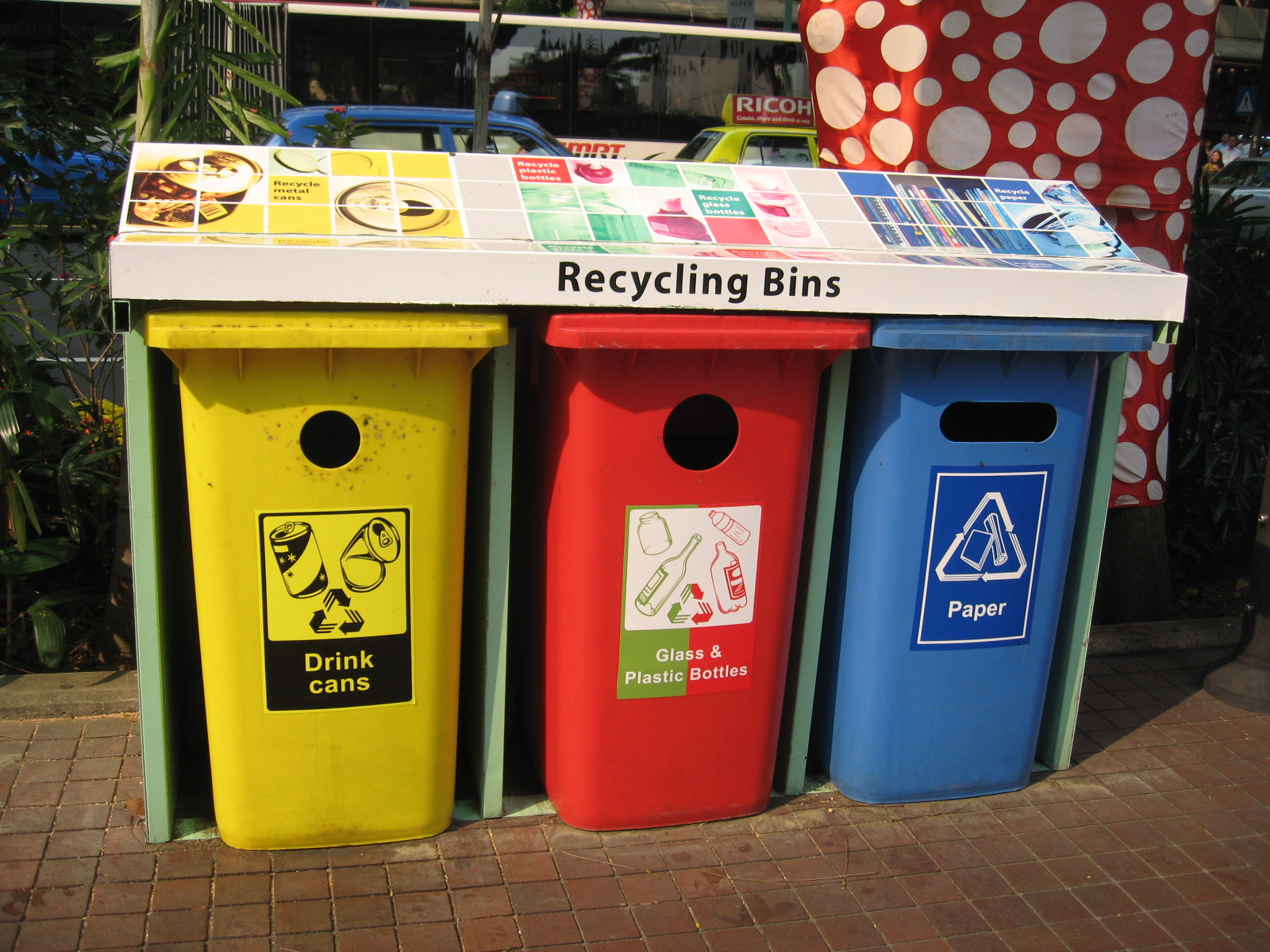
حاويات تصنيف النفايات في السنغافور.

تصنيف المخلفات هي العملية التي تفصل فيها المخلفات إلى أنواعها المختلفة. يمكن أن يحصل التصنيف يدويا في المنزل ويجمع من خلال طرق الجمع الرصيفي، أو تلقائيًّا من خلال أنظمة المعالجة الميكانيكية الحيوية أو غيرها.